# Artelida perrieri
Artelida perrieri là một loài bọ cánh cứng trong họ Cerambycidae.